# Abtsbessingen
Abtsbessingen est une commune allemande de l'arrondissement de Kyffhäuser, Land de Thuringe.

## Géographie
Abtsbessingen se situe au nord-est du Bassin de Thuringe.
La commune comprend le quartier de Billeben.

## Histoire
La première trace d'habitation est des restes de poterie de la culture rubanée, 5 000 ans av. J.-C. Au sud de la route de Billeben, on trouva des tombes de la Culture de la céramique cordée, 2 500 ans av. J.-C. D'autres sites confirment une colonisation durant l'âge du bronze et le Premier âge du fer.
Abtsbessingen est mentionné pour la première fois en 876 sous le nom de "Bezzinga" dans un recensement de la dîme de l'abbaye de Fulda. Entre le XIIIe siècle et le XVIe siècle, une famille noble appartenant à la maison de Schwarzbourg porte le nom d'Abtsbessingen.
L'empereur Otton II remet en 979 plusieurs domaines à l'abbaye de Gandersheim, où rentre sa fille Sophie, dont Abtsbessingen.
Un document cite ensuite le village comme une propriété des burgraves de Kirchberg. Au milieu du XIIIe siècle, il appartient aux comtes de Hohnstein. Dietrich Ier von Hohnstein le donne en dot à sa fille Sophie à l'occasion du mariage avec Henri III de Schwarzbourg. L'abbé de Fulda Heinrich VII von Kranlucken et le margrave de Misnie Frédéric III de Thuringe organisent une hypothèque. Après la mort prématurée de son mari, qui ne lui a pas donné d'enfant, elle cède la propriété à son frère Henri de Hohnstein. En 1339, il passe à ses cousins, les comtes de Hohnstein et seigneurs de Wernigerode.
Henri XXVI de Schwarzbourg reprend le village à l'abbaye de Fulda en 1447. Le domaine reste une propriété de la famille jusqu'en 1772. En 1442, il passe aux Germar, en 1489 aux chevaliers d'Ebeleben, en 1496 aux seigneurs de Tachrodt, en 1567 aux seigneurs de Tettenborn.
Au cours de la guerre de Trente Ans, l'armée suédoise investit le village en 1631. L'année suivante, la reine de Suède, Marie-Éléonore de Brandebourg, passe deux nuits à Abtsbessingen.
En 1635, cinq habitants meurent de la peste.
En 1739, Auguste Ier de Schwarzbourg-Sondershausen installe une manufacture de porcelaine qui fait essentiellement de la vaisselle. Son symbole reprend les armes de la principauté de Schwarzbourg-Sondershausen. La manufacture travaille avec Joseph Philipp Dannhofer de Vienne, Johann Gottfried Kiel et Georg Friedrich Fuchs. La production officielle dure jusqu'en 1769. Le bâtiment principal est détruit peu après. Dans un bâtiment adjacent, on fait de la faïence jusqu'en 1790 ; il est démoli en 1854.
Au XVIIIe siècle et au début du XIXe siècle, le village est atteint par de grands incendies. En 1740, un presbytère, une école et plusieurs fermes sont détruits, en 1758 des habitations, en 1791 une grande ferme. En 1801, un feu parti de la bergerie de presbytère anéantit presque tout le village.
En 1813, des troupes de l'armée russo-prussienne passent par Abtsbessingen.
En 1823, Abtsbessingen obtient le droit de tenir un marché deux fois par an. En 1830, il revient à Ebeleben.
Lors de la Première Guerre mondiale, 45 hommes partent faire la guerre, 36 mourront.

## Jumelage
- Lautersheim,  Rhénanie-Palatinat.

## Infrastructure
Abtsbessingen se trouve sur la Bundesstraße 84.
Il y avait une gare d'Abtsbessingen-Bellstedt sur la ligne de Greußen à Keula jusqu'à la fermeture de la gare en 1968.
Abtsbessingen et Billeben sont des arrêts de bus des lignes 433 et 434 de la Regionalbus-Gesellschaft Unstrut-Hainich- und Kyffhäuserkreis.

## Personnalités liées à la commune
- Johann Gottfried Kiel  (1717–1791), peintre sur céramique.
- Otto Früh (1866-1944), membre du Landtag de Schwarzbourg-Sondershausen.
- Hartwig Möller (né en 1944), magistrat.

## Source, notes et références
- (de) Cet article est partiellement ou en totalité issu de l’article de Wikipédia en allemand intitulé « Abtsbessingen » (voir la liste des auteurs).